# Cantone di Huriel
Il Cantone di Huriel è una divisione amministrativa dell'arrondissement di Montluçon.
A seguito della riforma approvata con decreto del 27 febbraio 2014, che ha avuto attuazione dopo le elezioni dipartimentali del 2015, è passato da 14 a 31 comuni. Dal 1º gennaio 2016 i comuni si sono ridotti a 29 per effetto di fusioni.

## Composizione
I 14 comuni facenti parte prima della riforma del 2014 erano:
- Archignat
- Chambérat
- La Chapelaude
- Chazemais
- Courçais
- Huriel
- Mesples
- Saint-Désiré
- Saint-Éloy-d'Allier
- Saint-Martinien
- Saint-Palais
- Saint-Sauvier
- Treignat
- Viplaix

Dal 2015 i comuni appartenenti al cantone sono passati a 31, ridottisi ai seguenti 29 dal 1º gennaio 2016 per effetto della fusione dei comuni di Maillet, Givarlais e Louroux-Hodement a formare il nuovo comune di Haut-Bocage:
- Archignat
- Audes
- Bizeneuille
- Le Brethon
- Chambérat
- La Chapelaude
- Chazemais
- Cosne-d'Allier
- Courçais
- Estivareilles
- Haut-Bocage
- Hérisson
- Huriel
- Louroux-Bourbonnais
- Mesples
- Nassigny
- Reugny
- Saint-Caprais
- Saint-Désiré
- Saint-Éloy-d'Allier
- Saint-Martinien
- Saint-Palais
- Saint-Sauvier
- Sauvagny
- Tortezais
- Treignat
- Vallon-en-Sully
- Venas
- Viplaix